# Autoroute A36 (Portugal)
Pour les articles homonymes, voir A36.
L'autoroute portugaise A36 également appelée CRIL (Ceinture Régionale Interne de Lisbonne) est une autoroute urbaine longue de 20 km, contournant et desservant le nord et l'ouest de Lisbonne, et passant à proximité de Odivelas et Amadora.
Trois tronçons ont été respectivement mis en service en 1995, 1998 et 2002: Buraca-Linda-a-Velha (4 km), Sacavém-Pontinha (12 km) et Linda-a-Velha-Algés (1 km).
Un dernier tronçon de 4 km séparant Pontinha à Buraca a été inauguré en avril 2011, permettant ainsi de relier les tronçons déjà existants.
La longueur finale de la CRIL est de 20 km.
Cette autoroute est gratuite (concessionnaire: Aenor).

## État des tronçons
| Tronçon                     | État                                             | km   |
| --------------------------- | ------------------------------------------------ | ---- |
| Sacavém ( / ) - Pontinha () | En service (1998) (Concession: Grande Lisboa)    | 11,5 |
| Pontinha () - Buraca ()     | En service (04/2011) (Concession: Grande Lisboa) | 3,8  |
| Buraca () - Linda-a-Velha   | En service (1995) (Concession: Grande Lisboa)    | 4,5  |
| Linda-a-Velha - Algés       | En service (2002) (Concession: Grande Lisboa)    | 0,7  |

## Capacité
| Section   | Capacité | Longueur |
| --------- | -------- | -------- |
| Sacavém - |          | 4 km     |
| -         | ou       | 14 km    |
| - Algés   |          | 2 km     |

## Itinéraire

Carte de l'A36 (CRIL)

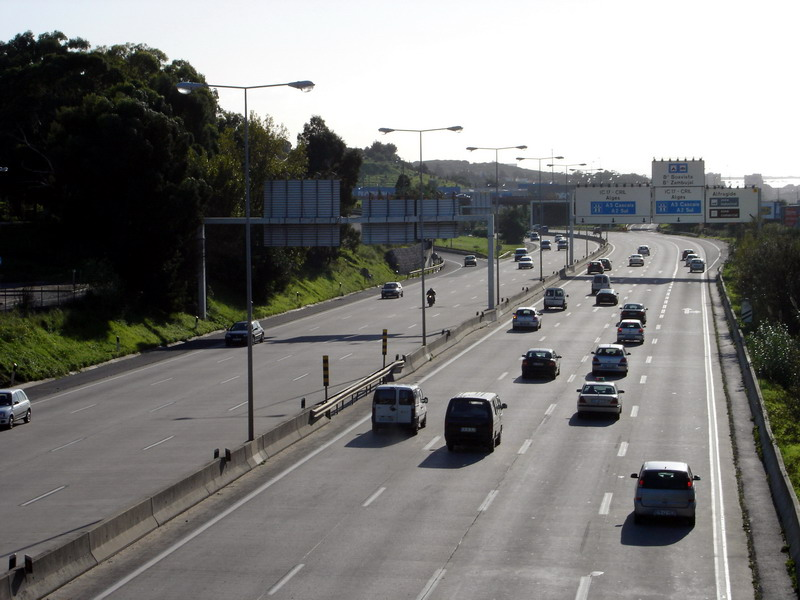
CRIL à proximité d'Alfragide

| Sorties                         | Villes                                            |
| ------------------------------- | ------------------------------------------------- |
| 01                              | Algés                                             |
| 02                              | Linda-a-Velha                                     |
| 03                              | Cascais Lisbonne                                  |
| 04                              | Amadora - Sintra                                  |
| 05                              | Alfragide                                         |
| 06                              | Lisbonne (Seconde Circulaire) Sintra              |
| 07                              | Venda Nova                                        |
| 08                              | Alfornelos                                        |
| 09                              | Pontinha Belas                                    |
| 10                              | Odivelas-Ouest                                    |
| 11                              | Odivelas-Est Lisbonne (Calçada de Carriche)       |
| Début du tronc commun avec l'A8 |                                                   |
| 12                              | Loures                                            |
| Fin du tronc commun avec l'A8   |                                                   |
| 13                              | Camarate Lisbonne (Axe Nord-Sud)                  |
| 14                              | Lisbonne (Seconde Circulaire) Vila Franca de Xira |
| 15                              | Moscavide Sacavém Pont Vasco de Gama              |